# Tyreek Magee
Tyreek Magee (Kingston, 27 ottobre 1999) è un calciatore giamaicano, centrocampista del Colorado Springs Switchbacks e della nazionale giamaicana.

## Carriera

### Club
Nato e cresciuto a Kingston, inizia a giocare a calcio ben presto nella formazione giovanile dell' Harbour View. Il 1º luglio 2015, Tyreek firma il suo primo contratto da professionista con l'Harbour View.

### Nazionale
Con la nazionale Under-20 giamaicana prende parte al CONCACAF Champions League 2018, apparendo in campo 4 volte segnando 3 gol, senza contare le due amichevoli disputate negli Stati Uniti d'America.
Nel giugno 2019 viene convocato per la prima volta in nazionale maggiore, apparendo per la prima volta il 6 giugno 2019, nella partita amichevole contro la nazionale americana vinta per 0-1.

## Statistiche

### Presenze e reti nei club
| Stagione            | Squadra             | Campionato          | Campionato | Campionato | Coppe nazionali | Coppe nazionali | Coppe nazionali | Coppe continentali | Coppe continentali | Coppe continentali | Altre coppe | Altre coppe | Altre coppe | Totale | Totale |
| Stagione            | Squadra             | Comp                | Pres       | Reti       | Comp            | Pres            | Reti            | Comp               | Pres               | Reti               | Comp        | Pres        | Reti        | Pres   | Reti   |
| ------------------- | ------------------- | ------------------- | ---------- | ---------- | --------------- | --------------- | --------------- | ------------------ | ------------------ | ------------------ | ----------- | ----------- | ----------- | ------ | ------ |
| 2015-2016           | Harbour View        | NPL                 | 1          | 0          | -               | -               | -               | -                  | -                  | -                  | -           | -           | -           | 1      | 0      |
| 2016-2017           | Harbour View        | NPL                 | 0          | 0          | -               | -               | -               | -                  | -                  | -                  | -           | -           | -           | 0      | 0      |
| 2017-2018           | Harbour View        | NPL                 | 6          | 0          | -               | -               | -               | -                  | -                  | -                  | -           | -           | -           | 6      | 0      |
| 2018-2019           | Harbour View        | NPL                 | 14         | 1          | -               | -               | -               | -                  | -                  | -                  | -           | --          | -           | 14     | 0      |
| Totale Harbour Viwe | Totale Harbour Viwe | Totale Harbour Viwe | 21         | 1          |                 | 0               | 0               |                    | -                  | -                  |             | -           | -           | 21     | 1      |
| Totale carriera     | Totale carriera     | Totale carriera     | 21         | 1          |                 | 0               | 0               |                    | -                  | -                  |             | -           | -           | 21     | 1      |

### Cronologia presenze e reti in nazionale
| Cronologia completa delle presenze e delle reti in nazionale ― Giamaica | Cronologia completa delle presenze e delle reti in nazionale ― Giamaica | Cronologia completa delle presenze e delle reti in nazionale ― Giamaica | Cronologia completa delle presenze e delle reti in nazionale ― Giamaica | Cronologia completa delle presenze e delle reti in nazionale ― Giamaica | Cronologia completa delle presenze e delle reti in nazionale ― Giamaica | Cronologia completa delle presenze e delle reti in nazionale ― Giamaica | Cronologia completa delle presenze e delle reti in nazionale ― Giamaica |
| Data                                                                    | Città                                                                   | In casa                                                                 | Risultato                                                               | Ospiti                                                                  | Competizione                                                            | Reti                                                                    | Note                                                                    |
| ----------------------------------------------------------------------- | ----------------------------------------------------------------------- | ----------------------------------------------------------------------- | ----------------------------------------------------------------------- | ----------------------------------------------------------------------- | ----------------------------------------------------------------------- | ----------------------------------------------------------------------- | ----------------------------------------------------------------------- |
| 5-6-2019                                                                | Washington                                                              | Stati Uniti                                                             | 0 – 1                                                                   | Giamaica                                                                | Amichevole                                                              | -                                                                       | 77’                                                                     |
| 26-6-2019                                                               | Los Angeles                                                             | Giamaica                                                                | 1 – 1                                                                   | Curaçao                                                                 | Gold Cup 2019 - 1º turno                                                | -                                                                       | 87’                                                                     |
| 14-11-2020                                                              | Riyad                                                                   | Arabia Saudita                                                          | 3 – 0                                                                   | Giamaica                                                                | Amichevole                                                              | -                                                                       | 62’                                                                     |
| 17-11-2020                                                              | Riyad                                                                   | Arabia Saudita                                                          | 1 – 2                                                                   | Giamaica                                                                | Amichevole                                                              | -                                                                       | 68’                                                                     |
| 20-7-2021                                                               | Orlando                                                                 | Costa Rica                                                              | 1 – 0                                                                   | Giamaica                                                                | Gold Cup 2021 - 1º turno                                                | -                                                                       | 81’                                                                     |
| 26-7-2021                                                               | Arlington                                                               | Stati Uniti                                                             | 1 – 0                                                                   | Giamaica                                                                | Gold Cup 2021 - Quarti di finale                                        | -                                                                       | 86’                                                                     |
| 8-9-2021                                                                | San José                                                                | Costa Rica                                                              | 1 – 1                                                                   | Giamaica                                                                | Qual. Mondiali 2022                                                     | -                                                                       | 84’                                                                     |
| 7-10-2021                                                               | Austin                                                                  | Stati Uniti                                                             | 2 – 0                                                                   | Giamaica                                                                | Qual. Mondiali 2022                                                     | -                                                                       | 61’                                                                     |
| 4-6-2022                                                                | Paramaribo                                                              | Suriname                                                                | 1 – 1                                                                   | Giamaica                                                                | CONCACAF Nations League 2022-2023 - 1º turno                            | -                                                                       | 71’                                                                     |
| 11-11-2023                                                              | Harrison                                                                | Guatemala                                                               | 0 – 0                                                                   | Giamaica                                                                | Amichevole                                                              | -                                                                       | 83’                                                                     |
| 11-10-2024                                                              | Managua                                                                 | Nicaragua                                                               | 0 – 2                                                                   | Giamaica                                                                | CONCACAF Nations League 2024-2025 - 1º turno                            | -                                                                       | 78’                                                                     |
| 14-10-2024                                                              | Kingston                                                                | Giamaica                                                                | 0 – 0                                                                   | Honduras                                                                | CONCACAF Nations League 2024-2025 - 1º turno                            | -                                                                       | 60’                                                                     |
| 14-11-2024                                                              | Kingston                                                                | Giamaica                                                                | 0 – 1                                                                   | Stati Uniti                                                             | CONCACAF Nations League 2024-2025 - Quarti di finale                    | -                                                                       | 58’                                                                     |
| 18-11-2024                                                              | Saint Louis                                                             | Stati Uniti                                                             | 4 – 2                                                                   | Giamaica                                                                | CONCACAF Nations League 2024-2025 - Quarti di finale                    | -                                                                       | 46’                                                                     |
| 6-2-2025                                                                | Montego Bay                                                             | Giamaica                                                                | 1 – 0                                                                   | Trinidad e Tobago                                                       | Amichevole                                                              | -                                                                       | 46’                                                                     |
| 9-2-2025                                                                | Kingston                                                                | Giamaica                                                                | 1 – 1                                                                   | Trinidad e Tobago                                                       | Amichevole                                                              | -                                                                       | 46’                                                                     |
| Totale                                                                  |                                                                         | Presenze                                                                | 16                                                                      |                                                                         | Reti                                                                    | 0                                                                       |                                                                         |

## Palmarès
- USL Championship: 1

Colorado Springs: 2024